# Mihály Teleki (Politiker)

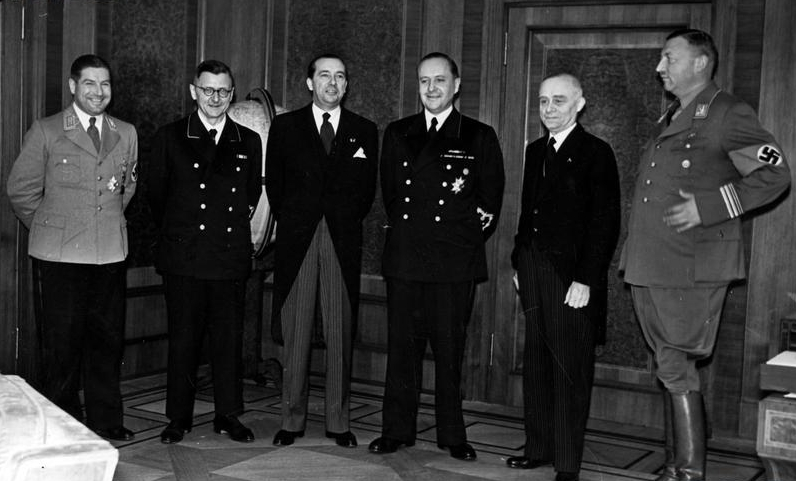
Mihály Teleki (dritter v. links) mit seinem deutschen Amtskollegen Walther Darré (vierter v. links) in Berlin.

Mihály Graf Teleki von Szék (* 20. April 1896 in Budapest; † 20. August 1991 in London) war ein ungarischer Politiker und Ackerbauminister.

## Leben
Teleki entstammte einem bedeutenden ungarischen Adelsgeschlecht aus Siebenbürgen. Ab 1935 war Teleki Vizepräsident der Landeslandwirtschaftskammer. Vom 15. November 1938 bis 30. Dezember 1940 war Teleki in den Kabinetten von Béla Imrédy und Pál Teleki Minister für Ackerbau. Nach der Deutschen Besetzung Ungarns 1944 wurde er Vorsitzender der Ungarischen Partei des Lebens (ung. Magyar Élet Pártja). 1945 emigrierte Teleki und starb 1991 in London.

## Quelle
- Teleki Mihály. In: Holokauszt Emlékközpont. Abgerufen am 2. Oktober 2022.

| Personendaten    | Personendaten                                     |
| ---------------- | ------------------------------------------------- |
| NAME             | Teleki, Mihály                                    |
| ALTERNATIVNAMEN  | Teleki von Szék, Mihály Graf (vollständiger Name) |
| KURZBESCHREIBUNG | ungarischer Politiker und Ackerbauminister        |
| GEBURTSDATUM     | 20. April 1896                                    |
| GEBURTSORT       | Budapest                                          |
| STERBEDATUM      | 20. August 1991                                   |
| STERBEORT        | London                                            |